# ودیع بستانی
وَدیع بُستانی (۱۸۸۶-۱۹۵۴) ادیب، شاعر و مترجم لبنانی بود. بسیار سفر می‌کرد؛ به مصر، بریتانیا، هند و یمن رفت. بیشتر در فلسطین اقامت داشت.